# TV Cidade Verde
TV Cidade Verde é uma emissora de televisão brasileira sediada em Teresina, capital do Piauí. Opera no canal 5 (28 UHF digital) e é afiliada ao SBT. A emissora faz parte do Grupo Cidade Verde, pertencente ao empresário Jesus Elias Tajra, que integra ainda a TV Cidade Verde de Picos, o portal CidadeVerde.com, as rádios Cidade Verde e CV Mais e o aplicativo CV Play.

## História

Logotipo da emissora entre 1986 e 1998, quando se chamava TV Pioneira.

A concessão do canal 5 VHF de Teresina foi outorgada pelo presidente João Figueiredo em 19 de maio de 1982, ao jornalista, empresário e político Jesus Elias Tajra, na época prefeito do município. A TV Pioneira entrou no ar em dezembro de 1985, em caráter experimental, transmitindo a programação da Rede Bandeirantes, que até então era levada ao ar irregularmente pela TV Timon (hoje TV Meio), que migrou em seguida para o SBT. Seu nome derivava da Rádio Pioneira, pertencente à Arquidiocese de Teresina, da qual Tajra havia sido diretor e locutor.
Quatro meses depois de entrar no ar, a TV Pioneira foi formalmente inaugurada em 23 de março de 1986, com a exibição de seu primeiro programa local, o Jornal da Pioneira, apresentado por Tony Trindade e Laura Learth. Em fevereiro de 1987, torna-se a primeira emissora a transmitir ao vivo o carnaval de Teresina, e em março, transmite ao vivo a posse do governador Alberto Silva, sendo também a primeira a realizar esse tipo de cobertura.
Em 9 de novembro de 1998, a emissora muda seu nome fantasia para TV Cidade Verde. É nessa nova fase que surge o slogan "A boa imagem do Piauí", utilizado até os dias atuais. Em 1999, passa a transmitir sua programação via satélite para 80% do estado, continuando a expandir sua cobertura nos anos seguintes. Em 9 de janeiro de 2000, a TV Cidade Verde deixa a Rede Bandeirantes e passa a ser afiliada ao SBT, trocando de afiliação com a TV Meio Norte.
Em 29 de março de 2006, a TV Cidade Verde comemorou 20 anos de fundação e na oportunidade foi exibido o programa especial TV Cidade Verde, 20 Anos de história, que contou a história da emissora e a do Piauí, envolvendo sociedade, política, esporte, administração e artes.
Em 19 de outubro de 2008, no "Dia do Piauí", foi ao ar o programa especial Piauí 250 anos de História, que buscou retratar fielmente os 250 de fundação do Piauí, tendo como destaque principal o filme produzido pela equipe desta emissora, que conta a "História da Independência do Estado do Piauí", e vendo o tal sucesso que este programa gerou, a emissora resolveu lançar os DVDs com tudo o que foi apresentado.
Em 7 de março de 2009, foi ao ar às 12h o programa especial Mulheres do Piauí 2009, em homenagem ao Dia Internacional da Mulher, comemorado no dia 8 de março, sendo realizado anualmente desde então.
Em 17 de março, o prédio que abriga o local dos equipamentos de retransmissão da TV Cidade Verde em Pedro II é invadido por vândalos e teve os equipamentos de recepção e distribuição do sinal de TV aberta na cidade furtados, que levaram outros aparelhos como ventiladores.
Em 10 de maio, a emissora estreou o programa semanal Feito em Casa, que dá maior destaque ao campo da música, poesia e cultura local, sendo exibido aos domingos às 10h, tendo como apresentador o professor Cineas Santos.
Em 16 de agosto, a emissora comemorou o aniversário de 157 anos de Teresina, com a realização da caravana Teresina é Show, que durou toda a semana anterior ao aniversário e percorreu toda a capital, encerrando com um programa especial transmitido ao vivo do Atlantic City. Durante as duas horas do programa os apresentadores Nadja Rodrigues, Amadeu Campos, Virginia Fabris, Laércio Andrade e César Filho se revezaram para mostrar grandes atrações e matérias especiais do aniversário de Teresina. Os programas especiais durante o aniversário de Teresina já se tornaram tradição na emissora.
Em 15 de outubro, em comemoração aos 20 anos do programa Piauí Que Trabalha, a emissora lançou o evento "Fórum Piauí que Trabalha" que teve programação voltada à realização de palestras e de homenagens aos incentivadores, reunindo grandes nomes, empresários e políticos do Estado, no auditório da Federação das Indústrias do Estado do Piauí - FIEPI.
Em 23 de março de 2010, a TV Cidade Verde inaugurou o Auditório Digital, que recebeu o nome de Estúdio Maria Amélia Tajra, sendo considerado um dos maiores da Região Nordeste. Com 600 metros quadrados, conta com área para exposições, acústica apropriada, novos camarins, e toda a estrutura necessária para as transmissões da emissora pioneira, na ocasião também foi comemorado o primeiro ano de transmissão digital no Estado. Na oportunidade, também foi lançado o projeto Cidade Verde na Copa, que levou pela primeira vez uma equipe do Piauí para acompanhar a Copa do Mundo, com a participação dos correspondentes Michele Wadja e Herbert Henrique direto da África do Sul. Um programa especial homônimo foi exibido aos sábados, de 27 de março até 10 de julho.
Em 21 de abril, foi apresentado às 21h30, direto das instalações do Auditório Digital, o programa especial Miss Piauí 2010, que tinha como objetivo escolher a mulher mais bonita Estado do Piauí, o programa foi apresentado por César Filho, Liana Aragão e Nelito Marques, com 3h de duração, coroando a Miss Ipiranga, Lanna Lopes, com título de Miss Piauí 2010 e a Miss Altos, Rayane Sousa, com o título de "Miss dos Internautas" no Portal Cidade Verde.

## Sinal digital
| Canal virtual | Canal digital | Resolução de tela | Programação                                    |
| ------------- | ------------- | ----------------- | ---------------------------------------------- |
| 5.1           | 28 UHF        | 1080i             | Programação principal da TV Cidade Verde / SBT |

A TV Cidade Verde iniciou suas transmissões digitais em 23 de março de 2009 (data em que completou 23 anos no ar), às 18h, através do canal 28 UHF para Teresina e áreas próximas, sendo a primeira emisora do estado e também a primeira afiliada do SBT a operar com a nova tecnologia. Na solenidade que marcou o iniciou das transmissões, estiveram presentes o diretor técnico do SBT, Roberto Franco, além de políticos como o governador Wellington Dias e o senador Heráclito Fortes.
Transição para o sinal digital
Com base no decreto federal de transição das emissoras de TV brasileiras do sinal analógico para o digital, a TV Cidade Verde, bem como as outras emissoras de Teresina, cessou suas transmissões pelo canal 5 VHF em 30 de maio de 2018, seguindo o cronograma oficial da ANATEL.

## Cobertura
A TV Cidade Verde vem implantando o seu sinal digital em varias cidades do Piauí. Além de Teresina, a relação dos sinais:
Pedro II/PI: Canal Virtual 5.1 - 29 UHF